# Черкасский сельсовет (Башкортостан)
Черка́сский сельсове́т — муниципальное образование в Уфимском районе Башкортостана.
Административный центр — село Черкассы.

## История
Согласно Закону о границах, статусе и административных центрах муниципальных образований в Республике Башкортостан имеет статус сельского поселения.

## Население
| 2002  | 2009  | 2010  | 2012  | 2013  | 2014  | 2015  |
| ----- | ----- | ----- | ----- | ----- | ----- | ----- |
| 1026  | ↗1034 | ↗1116 | ↗1130 | ↗1136 | ↘1123 | ↗1138 |
| 2016  | 2017  | 2018  |       |       |       |       |
| ↘1128 | ↗1138 | →1138 |       |       |       |       |

## Состав сельского поселения
| № | Населённый пункт | Тип населённого пункта       | Население |
| - | ---------------- | ---------------------------- | --------- |
| 1 | Черкассы         | село, административный центр | ↗710      |
| 2 | Чуварез          | деревня                      | ↗216      |
| 3 | Новые Карашиды   | деревня                      | ↘97       |
| 4 | Покровка         | деревня                      | ↗65       |
| 5 | Волково          | деревня                      | ↗26       |
| 6 | Кундряк          | деревня                      | ↘2        |

### Упразднённые населённые пункты
- Васильевский — упразднен Законом Республики Башкортостан от 20 июля 2005 года № 211-з «О внесении изменений в административно-территориальное устройство Республики Башкортостан в связи с образованием, объединением, упразднением и изменением статуса населённых пунктов, переносом административных центров»
- Знаменский — упраздненный в 1986 году посёлок[16].

## Известные жители и уроженцы
- Булашев, Зинатулла Гизатович (7 апреля 1894 — 11 июля 1938) — советский партийный и государственный деятель, Председатель СНК Башкирской АССР (1930—1937)[17].
- Вершинин, Владимир Ильич (род. 1 января 1938) — техник технолог ОАО «Салаватнефтеоргсинтез», Заслуженный химик БАССР[18].
- Косолапов, Филипп Макарович (9 января 1919 — 7 августа 1994) — командир эскадрильи 2-го Гвардейского истребительного авиационного полка (322-я истребительная авиационная дивизия, 2-й истребительный авиационный корпус, 1-я Воздушная армия, Западный фронт), гвардии старший лейтенант, Герой Советского Союза (1943)[19][20][21].
- Кулаков, Пётр Афанасьевич (16 июня 1923 — 24 января 1994) — командир орудия 598-го артиллерийского полка 174-й стрелковой дивизии 31-й армии 3-го Белорусского фронта, сержант, Герой Советского Союза (1945)[22][23].
- Файзуллин, Фаниль Саитович (род. 20 мая 1942) — российский философ, социолог, доктор философских наук, профессор, академик Академии наук Республики Башкортостан[24][25].